# Antonio Keithflen McDyess
Antonio Keithflen McDyess (nascut el 7 de setembre de 1974 a Quitman, Mississipi) és un exjugador de bàsquet professional estatunidenc. Ha jugat als San Antonio Spurs de l'NBA.